# Sveta Ana, Jezero
Sveta Ana je hrib, ki se dviga nad vasema Jezero in Podpeč (484 mnm). Je priljubljena izletniška točka Ljubljančanov in predstavlja odlično razgledno točko na Ljubljansko barje, del Ljubljanske kotline in Alpe. Na vrhu stoji cerkev svete Ane.
Vrh je dostopen po strmi gozdni poti iz Podpeči in po položnejši makadamski cesti iz kraja Preserje, na začetku katere je urejeno parkirišče.